# もう探さない (アルバム)
『もう探さない』（もうさがさない）は、日本のロックバンド・ZARDが1991年12月25日にb.gramから発売した2枚目のオリジナルアルバムである。

## 内容
前作『Good-bye My Loneliness』から約9ヶ月ぶりに発売されたオリジナルアルバム。
バンド形態で発売された初のアルバム。また、今作のみブックレットにメンバーの写真が掲載されている。このアルバムよりZARDのオリジナルロゴが使用された。また、本作のみロゴのZが他作品と異なっている。
翌1992年2月にはこのアルバムのプロモーションを兼ねて、ABCテレビ『おはよう朝日です』に坂井泉水がゲスト出演している。
公式見解としては「いつかは…」のミックスが初回生産分（ロットナンバー MT 1A1）とそれ以降で変更されているとされているが、実際には4曲目から7曲目までミックスが変更されている。
約３０曲のデモテープの中からインスピレーションで、歌詞が浮かばない曲は避け、最終的に７曲が選ばれた（ZARD CD&DVD COLLECTION No.40「HISTORY」）

## 収録曲
| 全作詞: 坂井泉水、全編曲: 明石昌夫。 |                        |           |            |      |
| #                                    | タイトル               | 作詞      | 作曲       | 時間 |
| 1.                                   | 「不思議ね…」          | 坂井泉水  | 織田哲郎   | 4:14 |
| 2.                                   | 「もう探さない」       | 坂井泉水  | 織田哲郎   | 5:03 |
| 3.                                   | 「素直に言えなくて」   | 坂井泉水  | 坂井泉水   | 4:16 |
| 4.                                   | 「ひとりが好き」       | 坂井泉水  | 栗林誠一郎 | 4:47 |
| 5.                                   | 「Forever」            | 坂井泉水  | 川島だりあ | 4:16 |
| 6.                                   | 「Lonely Soldier Boy」 | 坂井泉水  | 栗林誠一郎 | 4:06 |
| 7.                                   | 「いつかは…」          | 坂井泉水  | 坂井泉水   | 4:34 |
| 合計時間:                            | 合計時間:              | 合計時間: | 31:16      |      |

## 楽曲解説
1. 不思議ね…
  - 2ndシングル。
2. もう探さない
  - 3rdシングル。
3. 素直に言えなくて
  - 2ndシングルのカップリング曲。2009年に坂井の三回忌に合わせてリメイクされた音源が45枚目のシングルとしてリリースされた。
またリメイク盤の音源にはコーラスに倉木麻衣が参加した。
4. ひとりが好き
  - 電話のSEを取り入れている。アルバム『Soffio di vento 〜Best of IZUMI SAKAI Selection〜』にも収録された。
オリジナル・カラオケが、坂井逝去後の2018年5月2日に発売された隔週刊『ZARD CD＆DVD COLLECTION 第32号 promised you』にて音源化されている。
5. Forever
6. Lonely Soldier Boy
7. いつかは…
  - 長戸大幸と坂井のこだわりによりミキシングの補正が行われ、初回生産分とそれ以降で異なっている。「素直に言えなくて」同様、坂井が作曲を担当した楽曲で、アルバム『Brezza di mare 〜dedicated to IZUMI SAKAI〜』にも収録し、制作スタッフのライナーノーツにて公式見解として明らかにされた[1]。

## 参加ミュージシャン
ZARD
- 坂井泉水：Vocal
- 町田文人：Guitar
- 星弘泰：Bass
- 道倉康介：Drums
- 池澤公隆：Keyboards

## タイアップ
- 日本テレビ系列クイズ番組『マジカル頭脳パワー!!』エンディングテーマ (#1)
- テレビ朝日系列木曜ドラマ『七人の女弁護士』第2シリーズ主題歌 (#2)